# Holmtjärnen (Nederkalix socken, Norrbotten)
Holmtjärnen är en sjö i Kalix kommun i Norrbotten och ingår i Kalixälvens huvudavrinningsområde.